# 上岡龍太郎のサタデー・ぴぷ!
『上岡龍太郎のサタデー・ぴぷ!』（かみおかりゅうたろうのサタデー・ぴぷ）はTBSラジオで1990年4月14日から1995年4月8日まで放送したラジオ番組。

## 放送時間
いずれも日本標準時。
在京AMラジオ局の土曜昼ワイド番組としては数少ない事前収録だった。上岡がテレビ番組『ノックは無用!』（関西テレビ）とラジオの生ワイド番組『歌って笑ってドンドコドン』（ラジオ大阪）にレギュラー出演していた為である。特別企画で生放送を行った回があった。
時報前は中断して、交通情報を放送した。
- 土曜 14:00 - 15:55 （1990年4月 - 1994年9月）
- 土曜 14:00 - 15:50 （1994年10月 - 1995年4月）

## レギュラー出演者

### 1990年4月から1994年9月まで
- パーソナリティ：上岡龍太郎
- アシスタント：榎本チエ子（現・榎本智恵子） - TBSラジオ発行のタイムテーブルに名前が登場するのは、1991年10月発行のものからである[2]。それまでは上岡 1人の名前しか記載されなかった。

### 1994年10月から1995年3月まで
- パーソナリティ：上岡龍太郎
- アシスタント：進藤晶子[3]（TBSアナウンサー(当時)）、立川ボーイズ[3]、雨宮塔子[3]（TBSアナウンサー(当時)）

## コーナー
- 龍太郎の「人間解剖学」[2]
- ぴぷルーム[2]
- ぴぷ未来学[2]
- ぴぷレター
- 上岡結婚式
- ぴぷ10の質問
- ぴぷいろはカルタ
- サロン・ド・ぴぷ〜話題のゲストを迎えて[3]
- 立川ボーイズの行くぞ大江戸捜査網[3]
- 1年1組わかったつもり愛好会[3]
- 週刊 上岡批評[3]
- サタデー穴クラブ！
- シルバーインフォメーション

## ゲスト
- さくらももこ